# 休里夫奇基
50°0′40″N 26°49′18″E / 50.01111°N 26.82167°E
休里夫奇基（羅馬化：Shchurivchyky）是烏克蘭西部的村莊，隸屬赫梅利尼茨基州的舍佩蒂夫卡區。該村面積1.36平方公里，海拔高度263米，2001年人口246，人口密度每平方公里180.6人。